# Tycherus jimenezi
Tycherus jimenezi là một loài tò vò trong họ Ichneumonidae.